# Joseph Trapani
Joseph Charles « Joe » Trapani, né le 1er juillet 1988 à Madison aux États-Unis est un joueur américo-italien de basket-ball évoluant au poste d'ailier fort.

## Biographie
Le 27 août 2014, il s'engage avec le Rouen Métropole Basket, tout juste promu en Pro A à la faveur d’une wild-card.
Le 14 septembre 2015, il signe un contrat d'un an en faveur du Cholet Basket.